# L'altra luna
L'altra luna è un film del 2020 scritto e diretto da Carlo Chiaramonte.
Il film è una co-produzione tra Italia e Bosnia ed Erzegovina.

## Trama
A Sarajevo Luna e Martina iniziano una tormentata storia d'amore.

## Produzione
Il film è stato girato a Roma e a Sarajevo.

## Distribuzione
Il film è stato presentato in anteprima internazionale Kyiv international film festival 2021.
Inizialmente distribuito sulla piattaforma Cinemagia, il lungometraggio è stato successivamente rilasciato nelle sale italiane a partire dal giugno 2022.